# Conselho Central da Bielorrússia
```
   |-
       |
Erro:
:  
valor não especificado para "
nome_comum
"
```

O Conselho Central da Bielorrússia (em bielorrusso: Беларуская цэнтральная рада, em łacinka: Biełaruskaja centralnaja rada; em alemão: Weißruthenischer Zentralrat) foi um estado-fantoche corpo administrativo na Bielorrússia ocupada pelos alemães durante a Segunda Guerra Mundial. Foi estabelecido pela Alemanha nazista dentro do Reichskommissariat Ostland em 1943–44, seguindo pedidos de políticos colaboracionistas bielorrussos que esperavam criar um estado bielorrusso com apoio alemão.

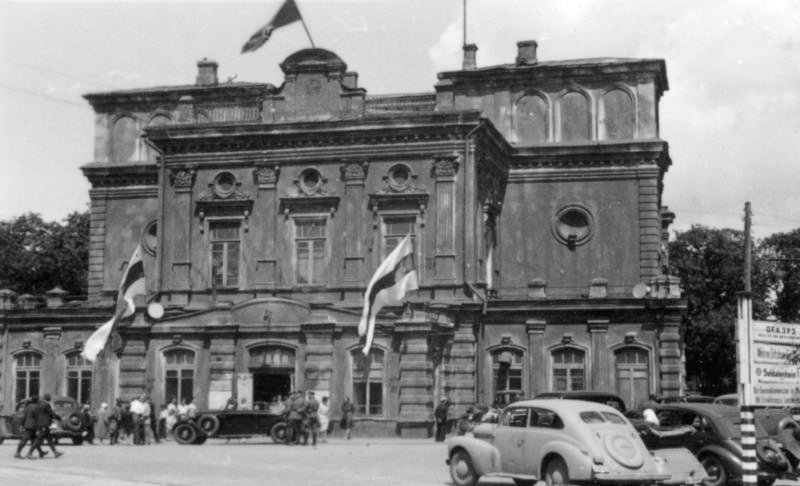
A Rada em Minsk, junho de 1943.

## Fundo
Imediatamente após a invasão alemã da União Soviética em 1941, a perseguição em massa aos judeus pelas unidades avançadas do Einsatzgruppe B começou sob o comando do funcionário da SS Arthur Nebe. Judeus foram massacrados e guetos foram formados em dezenas de cidades com a participação de colaboradores bielorrussos que receberam vários papéis proeminentes. A Polícia Auxiliar da Bielorrússia foi criada e enviada para operações de assassinato, especialmente em fevereiro-março de 1942.
O distrito Generalbezirk Weißruthenien da RKO logo foi formado. O distrito incluía as partes ocidental e central da República Socialista Soviética da Bielorrússia nas suas fronteiras de 1941 (que incluíam as cidades de Hlybokaye, Vileyka, Navahrudak e outros territórios anteriormente anexados pela URSS à Polónia). Em 1942, a autoridade civil alemã foi estendida a Minsk, Slutsk e Barysaw. A área faria parte do projeto nazista de Lebensraum ("espaço vital"), no qual aqueles considerados não-arianos seriam exterminados ou expulsos para dar lugar aos colonos alemães, enquanto os demais locais estariam sujeitos à germanização forçada. . Todas as tentativas dos representantes bielorrussos de solicitarem autogoverno para a Bielorrússia ocupada levaram à repressão alemã contra aqueles que expressaram tais pedidos.
Wilhelm Kube em Minsk, maio de 1943
O político nazista Wilhelm Kube foi nomeado administrador alemão da área (Generalkommissar). Ele teve seu centro de comando estabelecido em Minsk com um segundo Comissário em Baranovichi. Em setembro de 1943, Kube foi morto por sua amante bielorrussa, que plantou uma bomba em sua cama, coagida pelos agentes soviéticos que sabiam onde seu filho estava.
A fim de angariar novas tropas para a frente dentro do Reichskommissariat Ostland e estimular o apoio da população e das elites bielorrussas,[8] o General Reinhard Gehlen sugeriu ao Alto Comando Alemão que fossem feitas algumas concessões aos colaboradores bielorrussos na forma de uma estado de marionete. O governo local "semiautônomo" foi estabelecido pela Alemanha nazista em dezembro de 1943 e denominado Conselho Central da Bielorrússia. Radasłaŭ Astroŭski, então prefeito de Smolensk, foi nomeado seu presidente. O SS-Gruppenführer Kurt von Gottberg, que substituiu Kube, nomeou o político bielorrusso Ivan Yermachenka, vindo de Praga, o "Conselheiro para assuntos bielorrussos".

## Exílio
Em 1944, com o avanço do Exército Vermelho em direção ao oeste, o Conselho Central da Bielorrússia evacuou com os alemães em retirada para terras da Prússia Oriental e da Polónia ainda sob o controle da Alemanha nazista.
Em 27 de junho de 1944, poucos dias antes da evacuação, o BCR realizou um congresso em Minsk, intitulado Segundo Congresso de Toda a Bielorrússia, sancionado por Gottberg. A reunião reuniu 1.039 delegados de várias regiões da Bielorrússia e de organizações de emigrados bielorrussos, entre eles funcionários alemães. Representantes da SS observaram os procedimentos de uma varanda. O congresso confirmou a declaração de independência da Bielorrússia (como República Popular da Bielorrússia) e declarou o Conselho Central da Bielorrússia como o único órgão representativo legítimo do povo bielorrusso e sucessor da Rada da BNR. Os membros do Conselho reafirmaram o seu compromisso com o Terceiro Reich e pessoalmente com Adolf Hitler. O objectivo da reunião era que o BCR ganhasse legitimidade com base numa decisão de representantes da sociedade bielorrussa e não da administração alemã. Os organizadores temiam provocações tanto dos guerrilheiros soviéticos quanto dos alemães.
Após a evacuação, a liderança do BCR formou a base para a auto-organização bielorrussa nos campos do pós-guerra para pessoas deslocadas. Mesmo após a evacuação, o BCR continuou a receber ordens do Ministério do Reich para os Territórios Orientais Ocupados. Após o fim da guerra, o BCR entrou no Bloco de Nações Antibolchevique. No final de 1945, Astroŭski realizou uma reunião especial do "Comitê Central da Bielorrússia" que decidiu suspender temporariamente (mas não dissolver) o governo no exílio, a fim de evitar acusações de colaboração com os nazistas.
Em 25 de março de 1948, o Conselho Central da Bielorrússia renovou a sua atividade no exílio. Foi uma das principais organizações guarda-chuva da comunidade de emigrados bielorrussos no Ocidente até à sua dissolução em Abril de 1995, com a morte dos seus últimos membros.